# Palazzo Caracciolo di Brienza
Il palazzo Caracciolo di Brienza è un edificio monumentale di Napoli ubicato in via Carbonara, al numero 33, a pochi metri dal palazzo del civico n. 52 e dal palazzo Caracciolo di Oppido.
Il nome è dovuto al fatto che appartenne dal XVI secolo fino alla seconda metà del XVIII secolo ai Caracciolo di Brienza (pagine 1810-1811).
La struttura ha origini quattrocentesche e rappresenta, a tratti, un interessante esempio di architettura catalana. Venne rifatto nel corso dei secoli: infatti al XVII secolo è ascrivibile il portale di fattura barocca, mentre al rifacimento del XIX secolo risale la facciata.
Nell'interno vi è un pregevole cortile di fattura catalana impostato su archi a sezione poligonale; sul fondo si apre una bella scala aperta a tre campate, parzialmente coperta allo sguardo da un ascensore moderno, che presenta volte a crociera e archi rampanti.